# 2704 Julian Loewe
A 2704 Julian Loewe (ideiglenes jelöléssel 1979 MR4) a Naprendszer kisbolygóövében található aszteroida. [[Eleanor F. Helin, Schelte J. Bus]] fedezte fel 1979. június 25-én.